# NGC 7637
NGC 7637 في الفهرس العام الجديد، هي مجرة، تقع في كوكبة الثمن. اكتشفت في 17 أكتوبر 1835 بواسطة جون هيرشل.

## روابط خارجية
- NGC 7637 على موقع ويكي سكاي: DSS2, SDSS, GALEX, IRAS, Hydrogen α, X-Ray, Astrophoto, Sky Map, Articles and images